# Parafia Najświętszego Serca Pana Jezusa w Wawelnie
Parafia Najświętszego Serca Pana Jezusa – rzymskokatolicka parafia położona przy ulicy Nowowiejskiej 26 w Wawelnie. Parafia należy do dekanatu  Prószków w diecezji opolskiej.

## Historia
Parafia w Wawelnie została utworzona 31 marca 1939 roku. Przed tą datą miejscowość ta należała do parafii św. Wawrzyńca w Dąbrowie. Proboszczem parafii jest ks. Krzysztof Wójtowicz.

## Zasięg parafii
Parafię zamieszkuje 1200 mieszkańców, swym zasięgiem duszpasterskim obejmuje miejscowości: 
- Wawelno,
- Prądy,
- Sosnówka,
- Siedliska.

### Inne kościoły, kaplice i domy zakonne
- kościół filialny św. Jadwigi Śląskiej w Prądach.

### Szkoły i przedszkola
- Publiczna Szkoła Podstawowa w Wawelnie,
- Publiczne Przedszkole w Wawelnie,
- Publiczne Przedszkole w Prądach.[3]

## Duszpasterze

### Proboszczowie po 1945 roku
- ks. Edward Szczerbowski,
- ks. Afred Langner,
- ks. Alojzy Jański,
- ks. Paweł Szajor,
- ks. Roman Płachetka,
- ks. Wolfgang Globisch,
- ks. Stanisław Woronowski,
- ks. Józef Maślanka
- ks. Krzysztof Wójtowicz